# Nachtigallensteuer

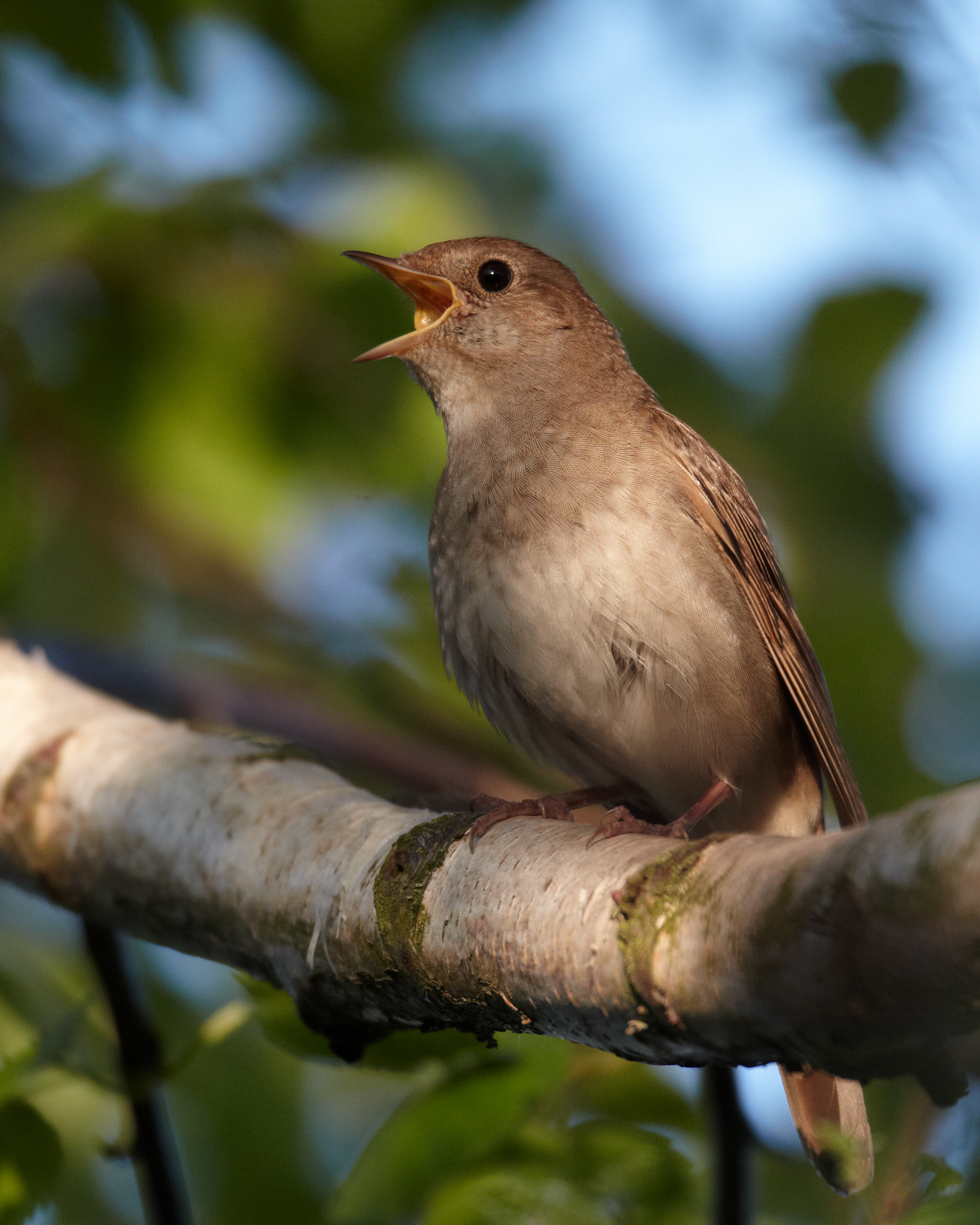
Sprosser

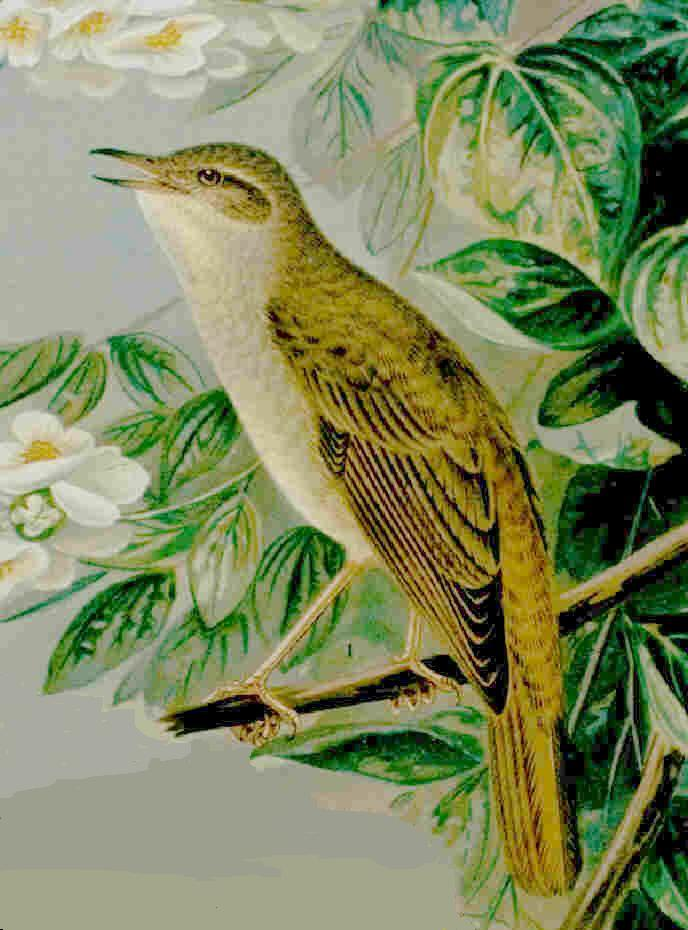
Nachtigall (1905)

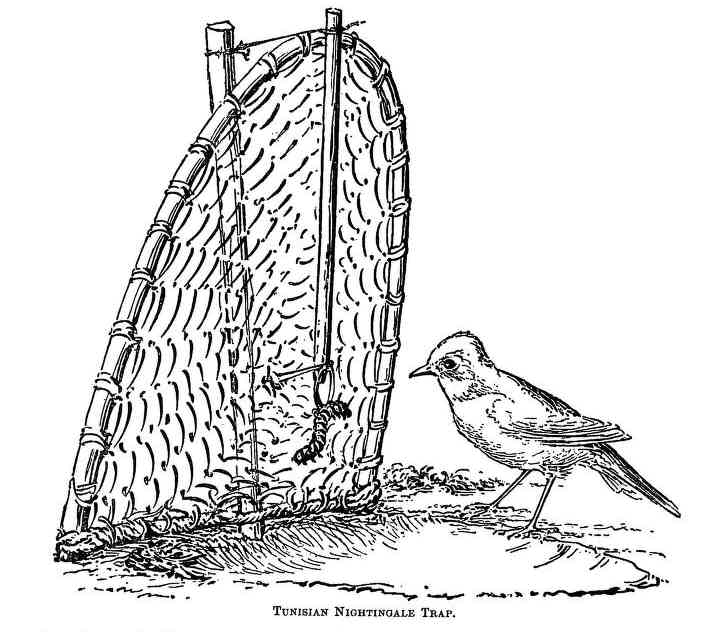
Nachtigallenfalle (1896)

Mit der Nachtigallensteuer wurde im 19. Jahrhundert in verschiedenen deutschen Staaten die Käfighaltung von Nachtigallen besteuert.

## Grundlage
Nachtigallen wurden seitens der Landwirtschaft als „Nutzvögel“ eingestuft. Viele erfreuten sich aber auch an deren Gesang und die Käfighaltung der Vögel war üblich und verbreitet. Sie wurden von Vogelhändlern angeboten, die die Vögel fingen oder fangen ließen. Staatlicherseits wurde dies als potentielle Bedrohung des Bestandes gewertet, dem es gegenzusteuern galt. Vor allem in der ersten Hälfte des 19. Jahrhunderts geschah das auch durch eine hohe Besteuerung und die Verpflichtung zu Herkunftsnachweisen der in Käfigen gehaltenen Vögel. Wollte der Eigentümer der Nachtigall nicht zahlen, blieb ihm die Möglichkeit, den Vogel freizulassen. Wer nicht zahlte, aber eine Nachtigall hielt, musste mit einer hohen Strafzahlung rechnen, wobei in der Regel 1/3 dieser Summe an den Anzeigenden fiel.
Der Steuertatbestand bezog sich auf den Besitz von Exemplaren der in Deutschland heimischen Singvogelarten Nachtigall und – in einigen Fällen – auch Sprosser. Die Steuer sollte den Fang dieser Vogelarten einschränken: Trotz der bestehenden Verbote pflegen immer noch die Singvögel eingefangen zu werden, beklagte 1838 der Fürst von Schwarzburg-Sondershausen. Die Erwartung der Landesherrn war, dass dies seltener geschehe, wenn gefangen gehaltene Vögel besteuert würden.

## Typisierung
Die Nachtigallensteuer ist eine Luxussteuer und eine Lenkungsabgabe. Die Nachtigallensteuer wird als ein Fall von „Erdrosselungssteuer“ angesehen: Das Ziel der Steuer ist nicht die Geldbeschaffung für den Staat, sondern dass der besteuerte Tatbestand so teuer wird, dass ihn die Steuerzahler aufgeben.

## Geschichte
In Deutschland gab es bereits im Spätmittelalter Polizeiverordnungen, die den ungehemmten Fang von Nachtigallen zu regeln versuchten. So wurde in Nürnberg auf den Fang ein Bußgeld von 5 Gulden angedroht. 1686 stellte Friedrich Wilhelm von Brandenburg die Nachtigall ganzjährig unter Schutz und drohte den Fängern und Händlern Haftstrafen an. Sein Nachfolger, Friedrich III., verbot 1698 auch die Einfuhr der Vögel und überhaupt das Halten der Vögel in Vogelbauern, die Besitzer sollten ihre Vögel frei lassen. Die von ihm ausgesetzte Strafe betrug laut dem 1740 erschienenen 23. Band von Zedlers Universallexikon einhundert Florin polnisch. Der Zedlerartikel bestritt allerdings, dass das Wegfangen der Nachtigallen einen nachhaltigen Schaden verursache, diskutierte im Gegenteil ausführlich die verschiedenen Fangmethoden der Tiere oder der Jungtiere.
Im 19. Jahrhundert wurden Steuern eingeführt, die die Liebhaber, die sich meist nicht mit einem Vogel in der Voliere begnügten, am Geldbeutel treffen sollten.

## Einzelstaatliche Regelungen

### Übersicht
| Seit | Staat                                                       | Höhe/Jahr bei Einführung | Anmerkung                                                                   |
| ---- | ----------------------------------------------------------- | ------------------------ | --------------------------------------------------------------------------- |
| 1802 | Landgrafschaft Hessen-Kassel, ab 1803: Kurfürstentum Hessen | 1 Dukat (= 3 1/8 Taler)  |                                                                             |
| 1807 | Großherzogtum Berg                                          | 2 Taler                  |                                                                             |
| 1809 | Herzogtum Sachsen-Coburg-Saalfeld                           | 5 Rheinische Gulden      | Empfänger bis 1816 in die Landes- und Kriegskasse                           |
| 1820 | Herzogtum Sachsen-Gotha                                     | 6 Taler                  |                                                                             |
| 1826 | Herzogtum Sachsen-Meiningen                                 | 5 Rheinische Gulden      | Weitergeltung der Rechtsgrundlage aus Sachsen-Coburg-Saalfeld               |
| 1826 | Großherzogtum Sachsen-Weimar-Eisenach                       | 6 Taler                  |                                                                             |
| 1829 | Freie Hansestadt Bremen                                     | 5 Taler                  | Empfänger: Städtisches Stempel-Comptoir                                     |
| 1834 | Fürstentum Schwarzburg-Sondershausen, Unterherrschaft       | 2 Taler                  | Empfänger: Frauenverein                                                     |
| 1836 | Herzogtum Sachsen-Gotha                                     | 2 Taler                  |                                                                             |
| 1837 | Herzogtum Sachsen-Altenburg                                 | 5 Taler                  | ab 1841: 2 Taler                                                            |
| 1838 | Fürstentum Schwarzburg-Sondershausen, Oberherrschaft        | 2 Taler                  | Empfänger: Frauenverein                                                     |
| 1841 | Königreich Preußen                                          | 5 Taler                  | Kein Staatsgesetz, sondern durch provinziale und kommunale Selbstverwaltung |
| 1845 | Herzogtum Anhalt-Bernburg                                   | 5 Taler                  |                                                                             |
| 1853 | Großherzogtum Hessen                                        | 5 Gulden                 | Empfänger: Staatskasse                                                      |
| 1853 | Herzogtum Nassau                                            | 7 Gulden                 |                                                                             |
| 1855 | Herzogtum Braunschweig                                      | ?                        | Die Maßnahme wurde angekündigt. Ob sie ausgeführt wurde, ist unbekannt.     |
| 1858 | Fürstentum Schwarzburg-Rudolstadt                           | 1 Taler                  |                                                                             |
| 1864 | Königreich Sachsen                                          | 4 Taler                  |                                                                             |

### Preußen
Die Nachtigallensteuer war in Preußen eine fakultative Gemeindesteuer. 1844 führte die Stadt Potsdam eine Nachtigallensteuer anstelle eines polizeirechtlichen Fangverbots ein. Das Halten von Nachtigallen wurde zum Schutz der Nachtigallen in den königlichen Gärten zunächst mit 5, dann mit 2 Talern jährlich besteuert. Ab 1897 war keine Nachtigall mehr angemeldet, die Steuer erbrachte damit kein Aufkommen mehr, sie wurde aber aus Gründen der Prävention beibehalten. 1849 stritten sich in Forst die zahlungsunwilligen, spitzfindigen Bürger, die Sprosser hielten, mit ihrer Stadtverwaltung, welche daraufhin einen Entscheid des Regierungspräsidenten Karl Otto von Raumer herbeiführte, dass auch der Sprosser unter die Nachtigallensteuer falle, auch wenn er in der Verordnung nicht genannt sei. Im preußischen Barmen betrug die Steuer 15 Mark.

### Sachsen
Die Nachtigallensteuer war in Sachsen eine obligatorische Ortssteuer. Sie betrug in den 1880er Jahren 15 Mark je Vogel pro Jahr.

### Sachsen-Weimar-Eisenach
Im Großherzogtum Sachsen-Weimar-Eisenach wurde die Nachtigallensteuer am 25. Juli 1826 eingeführt. 1886 betrug die jährliche Steuer 18,50 Mark je Vogel. Am 18. November 1884 befasste sich der Petitionsausschuss des Landtags Sachsen-Weimar-Eisenach mit einer Eingabe verschiedener Liebhaber von Singvögeln, die die Aufhebung der Nachtigallensteuer erbaten.

### Schwarzburg-Sondershausen
Fürst Günther Friedrich Carl II. erließ am 14. Oktober 1838 für die Oberherrschaft im Fürstentum Schwarzburg-Sondershausen die gleiche Verordnung zur „Nachtigallensteuer“, die bereits sein Vater am 11. April 1834 für die Schwarzburg-Sondershäuser Unterherrschaft erlassen hatte.
In der Verordnung und dem gleichzeitigen Reskript an das fürstliche Kammer- und Forstkollegium wird geregelt:
- Der Besitz einer Nachtigall oder eines Sprossers wird mit 2 Thalern preußisch Courant pro Jahr besteuert.
- Der Vogel muss angemeldet werden, und der Steuerbetrag ab dem jeweiligen Fang- oder Erwerbszeitpunkt für ein volles Jahr im Voraus gezahlt werden. Nach Ablauf des Jahreszeitraums muss der Vogel erneut angemeldet und die Steuer entrichtet werden. Der Steuerpflichtige erhält dafür eine Quittung.
- Vogel und Besitzer haben eine anmeldefreie Eingewöhnungszeit von 8 Tagen, die nur dann versteuert wird, wenn der Vogel beim Besitzer bleibt.
- Auf den „Verheimlichungsfall“ (Steuerbetrug) droht eine Strafe von 10 Talern. Den dritten Teil dieser Geldbuße erhält der Denunziant.
- Wechselt der Vogel den Besitzer, verfällt die Vorauszahlung und die Steuer muss ab dem Erwerbszeitpunkt erneut für ein Jahr im Voraus entrichtet werden.
- Die Hofkammer liefert mit Jahresrechnungsschluss die Einnahmen aus Steuern und Strafgeldern nach Aufkommen in den Schwarzburg-Sondershäuser Verwaltungsbezirken an die jeweiligen Frauenvereine ab, die das Geld für ihre Wohltätigkeitsaufgaben verwenden.

## Vollzug
Die städtischen Büttel sollten auf das (unversteuerte) Anschlagen von Nachtigallen in den Bürgerhäusern achten.
Die Steuer war relativ hoch. Allerdings war das erzielte Steueraufkommen gleichwohl relativ gering. Die Zahl der Haushalte, die Nachtigallen hielt, war doch sehr begrenzt und die Haltung ein vor allem städtisches Phänomen in einer überwiegend noch dörflich strukturierten Gesellschaft. In der Regel ging der Ertrag aus der Steuer an die örtliche Armenkasse.

## Weitere Entwicklung
In der wenigen Literatur ist nicht untersucht, welchen Einfluss auf das sinkende Steueraufkommen ein Wechsel in der Mode der Stubenvögel hatte und das zwischen 1860 und 1880 verzehnfachten Zuchtaufkommen des Harzer Rollers, sowie die Preise für die Käfigsingvögel. Allerdings kam die Haltung von Nachtigallen in der zweiten Hälfte des 19. Jahrhunderts aus der Mode. Sie wurden zunehmend durch exotische Vögel, etwa Kanarienvögel, ersetzt, die sich auch einfach züchten ließen. Das Interesse an der Haltung von Nachtigallen nahm ab, bis das Halten dieser Vögel völlig unüblich wurde. Die rechtlichen Grundlagen für die Besteuerung des Haltens von Nachtigallen wurden so obsolet. Die entsprechenden Rechtsvorschriften wurden meist auch nicht aufgehoben, waren nur angesichts des mangelnden Tatbestands der Haltung von Nachtigallen nicht mehr anwendbar und gerieten in Vergessenheit. Ersetzt wurde der Schutzzweck mit dem ersten entsprechenden Vogelschutzgesetz des Deutschen Reiches von 1888.

## Rezeption
Das Stichwort Nachtigallensteuer dient heute noch in der Auseinandersetzung um steuerpolitische Maßnahmen: So versuchte Klaus Friedrich 1999 in der Polemik gegen Die „Ökologische Steuerreform“ in der Fachzeitschrift Der Betrieb deren Befürworter mit dem exotischen Reizwort in Misskredit zu bringen. Als Beispiel für das Gebot der Eindeutigkeit im Steuerrecht und für die damit verbundene Steuervermeidung wird die versuchte Unterscheidung zwischen Nachtigall und Sprosser angeführt.